# Jan II. z Lichtenštejna († 1412)
Jan II. z Lichtenštejna (německy Johann II., Herr zu Liechtenstein, žil v 15. století) byl rakouský šlechtic z rodu Lichtenštejnů, pán z Lichtenštejna. Byl členem rady moravského markraběte Jošta.

## Život
Dne 11. listopadu 1403 Jan významně pomohl králi Václavovi IV. při jeho útěku z Vídně, kde byl držen ve věznění. Václav v přestrojení unikl ze zajetí, poté přešel Dunaj, kde na něj čekal Jan II. s padesáti jezdci, kteří ho doprovázeli na hrad do Mikulova.
V roce 1405 zaplatil markrabě Jošt výkupné za Jana II. poté, co byl zajat.

## V populární kultuře
Postava Jana II. se v beletrizované podobě objevuje také v české videohře Kingdom Come: Deliverance z roku 2018, kde je zobrazen spolu s markrabětem Joštem, Divišem z Talmberka, Janem Ptáčkem z Pirkštejna, Hanušem z Lipé a Rackem Kobylou ze Dvorce, kteří plánují, jak porazit Zikmunda a osvobodit Václava ze zajetí. Objevuje se též v druhém díle této hry.